# Paranemastoma roeweri
Paranemastoma roeweri was een vervangende naam voor Nemastoma redikorzevi Roewer 1951, een hooiwagen uit de familie aardhooiwagens (Nemastomatidae). Omdat het een onnodige vervangende naam was, na 2023 de geldige combinatie is Paranemastoma redikorzevi (Roewer 1951).